# Aniñón
Aniñón – gmina w Hiszpanii, w prowincji Saragossa, w Aragonii, o powierzchni 52,46 km². W 2011 roku gmina liczyła 801 mieszkańców.